# Harlem Désir

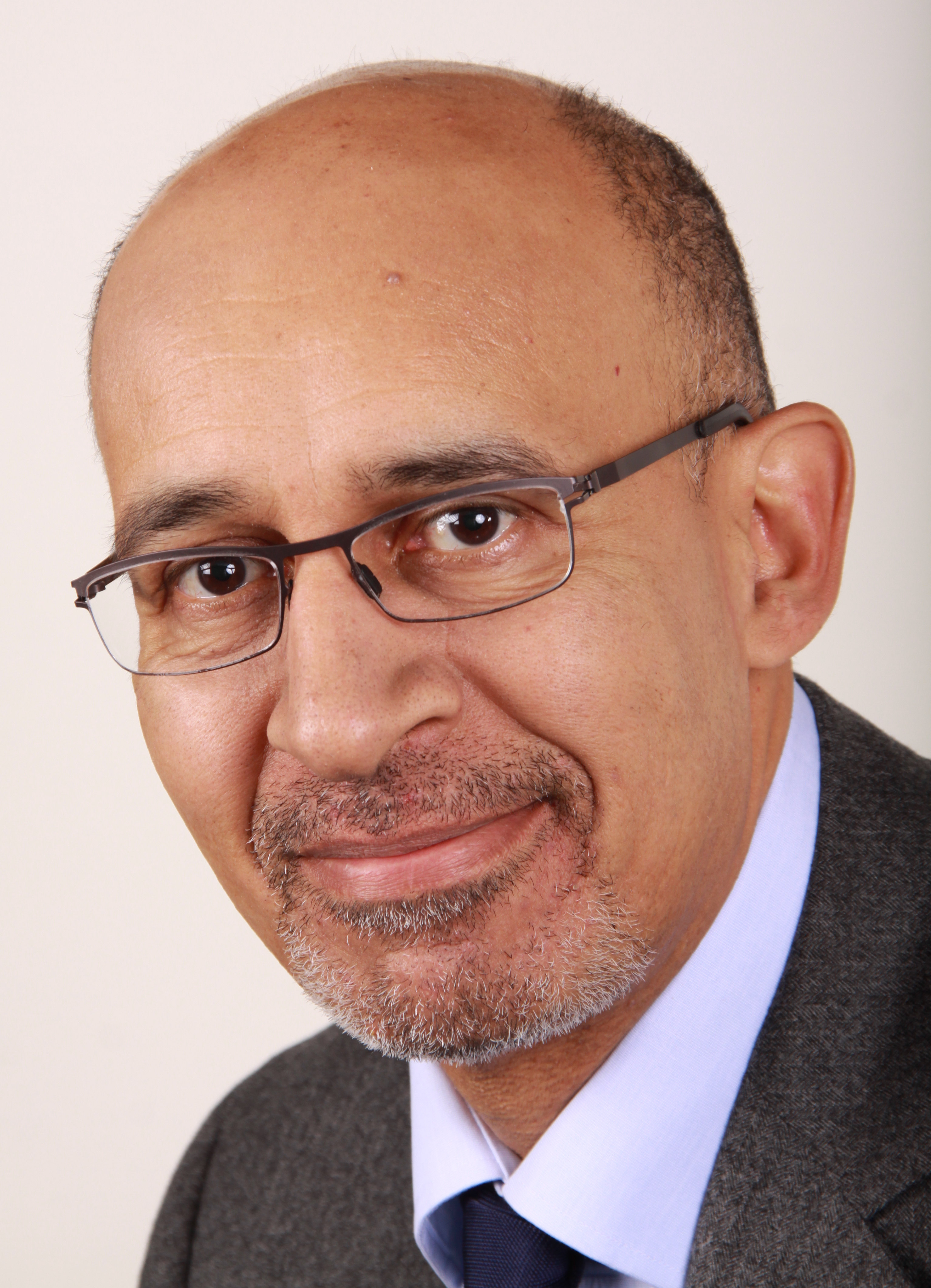
Harlem Désir

Harlem Jean Philippe Désir (Parijs, 25 november 1959) is een Frans politicus. Hij werd Europees Parlementslid, eerste secretaris van de Parti socialiste (PS) en lid van de Franse regering.

## Levensloop
Harlem Désir was een zoon van Jean-Marie Désir, afkomstig uit Martinique, schooldirecteur, communist en antikolonialist. Zijn moeder, Nicole Duméry, was afkomstig uit de Vogezen.
Hij studeerde aan de universiteit Panthéon-Sorbonne en promoveerde in 1983, op vierentwintig jaar, tot licentiaat in de wijsbegeerte.
Hij was achtereenvolgens animator op Europe I, werkte bij een uitgever en werd zaakvoerder van Mix, een gratis maandblad.

## SOS Racisme

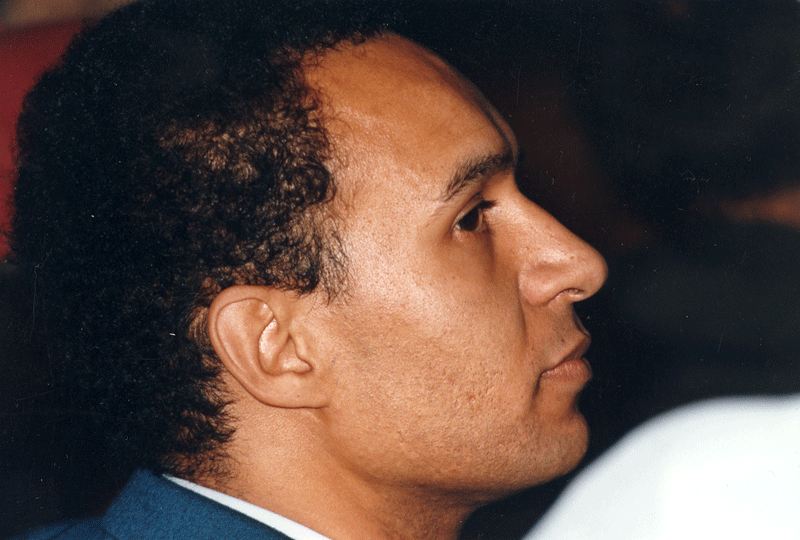
Harlem Désir in 1991.

Désir was korte tijd actief bij de Trotzky-jongeren. Begin jaren 1980 werd hij lid van de studentenvakbond Union nationale des étudiants de France – Indépendante et démocratique (UNEF-ID) en werd lid van het bestuur (1983-1984). In 1983 was hij kandidaat Force ouvrière voor de sociale verkiezingen.
Samen met Julien Dray werd hij lid van de denkgroep Question socialiste, bestaande uit voormalige trotskisten die zich als de linkerzijde van de Parti socialiste beschouwden.
Hij werd voorzitter van SOS Racisme (1984-1992). Wat bij de aanvang vooral een betrachting was van een multiculturele samenleving, evolueerde de groepering tot het verdedigen van de mensenrechten. In 1990 werd de Olof Palme-prijs aan hem toegekend.

## Veroordeling
In 1986-1987 was hij tegelijk voorzitter van SOS Racisme en bediende van de Association régionale pour la formation et l'éducation des migrants, een overheidsorganisme. Het tweede bleek een fictieve betrekking waarvoor hij 8.900 Franse frank als maandwedde ontving. Hij werd hiervoor veroordeeld tot 18 maanden gevangenis, voorwaardelijk, en 30.000 fr. boete.
Hij werd ook in 1992 door François Mitterrand ontslagen van 80.000 fr. verkeersboetes die hij had opgelopen.

## Politiek
Na SOS Racisme te hebben verlaten in 1992 stichtte hij een politieke partij onder de naam Le Mouvement, die na enkele maanden een denktank werd. Hij sloot zich toen aan bij Génération écologique, waarvoor hij opkwam bij de parlementsverkiezingen van 1993, maar niet verkozen werd.
Hetzelfde jaar werd hij lid van de Parti socialiste en werd er het jaar daarop lid van het nationaal bureau. In 2003 werd hij nationaal verantwoordelijke en, samen met Julien Dray, werd hij lid van de meerderheid binnen de partij.
Hij werd lid van de Conseil économique et social (1989-1994 en 1997-1999).

## Europees parlement

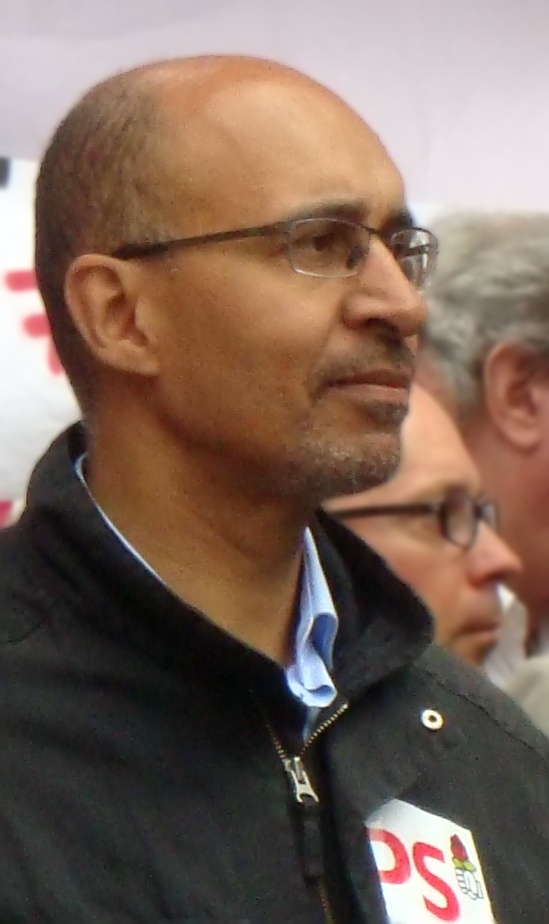
Harlem Désir in 2010.

In 1997 was hij kandidaat bij de parlementsverkiezingen, maar werd niet verkozen. In 1999 werd hij verkozen tot Europees Parlementslid. In 2001 werd hij gemeenteraadslid in Aulnay-sous-Bois. In 2004 was hij aanvoerder van de socialistische lijst voor de Europese verkiezingen en werd vicevoorzitter van de Europese socialistische partij.
Hij specialiseerde in het Europees Parlement op problemen betreffende de mondialisering. In het parlement verdedigde hij de tobintaks en diende een amendement in, dat echter werd verworpen.
In 2009 werd hij herkozen als Europees Parlementslid. In het parlement diende hij 26 resoluties in, schreef hij twaalf rapporten, en nam met een percentage net boven de 50 % (vereiste minimum) aan de zittingen. Zijn absenteïsme werd bekritiseerd.

## Binnen de Parti Socialiste
In 2005 was hij voorstander van de Europese Grondwet, voorgelegd bij referendum.
Tijdens het PS-congres in Reims in 2008 steunde hij de kandidatuur van Bertrand Delanoë om eerste secretaris te worden. Het was Martine Aubry die verkozen werd en Désir werd nationaal secretaris, belast met de coördinatie binnen de partij.
In 2011 stelde Aubry zich kandidaat voor de voorverkiezingen van de parlementsverkiezingen en werd Désir interim-eerste-secretaris en dit tot op het einde van de voorverkiezingen in oktober 2011.
In mei 2012 stelde hij zich kandidaat om Aubry op te volgen als eerste secretaris en in oktober werd hij verkozen, ook al was er kritiek over zijn rechterlijk verleden.
Hij werd tamelijk vlug bekritiseerd vanwege zijn onvoldoende geachte activiteit en zijn ellendige leiding van de partij. In maart 2014 leden de socialisten een aanzienlijke nederlaag bij de gemeenteraadsverkiezingen en dit betekende het einde voor Désir als leider van de partij.

## In de regering
Désir werd in april benoemd tot Staatssecretaris voor Europese Zaken in de regeringen-Valls I en II. In de loop van dit mandaat werd hij vaak bekritiseerd als onbekwaam.
Bij de voorverkiezingen voor het presidentschap in 2017 steunde hij Manuel Valls.
Na het ontslag van minister van Binnenlandse Zaken Bruno Le Roux, vervangen door Matthias Fekl werd Désir minister van Buitenlandse Handel en van Toerisme, met behoud van de portefeuille Europese Zaken.

## Privé
In 1985 trouwde hij met Marianne Sauterey, van wie hij scheidde in 1988. Hij had vervolgens een relatie met de journaliste Anna Angeli, met wie hij twee kinderen heeft.

## Publicaties
- Touche pas à mon pote, Parijs, Grasse, 1985.
- SOS Désirs, Parijs, Calmann-Lévy, 1987, ISBN 2-7021-1670-1.
- La situation et le devenir des associations à but humanitaire, Parijs, Direction des Journaux officiels, 1994.
- D'où je viens, où l'on va, Parijs, Jean-Claude Gawsewitch, 2010, ISBN 978-2-35013-216-7.

- Bibliothèque nationale de France: cb120399492 (data)
- Gemeinsame Normdatei: 1159564590
- International Standard Name Identifier: 0000 0000 8352 1813
- Library of Congress Control Number: n85380534
- Bibliotheek van het Japanse parlement: 00465191
- Nationale Bibliotheek van Israël: 987007450248805171
- Nederlandse Thesaurus van Auteursnamen: 109670396
- Système universitaire de documentation: 028595408
- Virtual International Authority File: 4947973
- WorldCat: E39PBJmHHYYfhfX4xbbDFgptrq